# 사월의 끝
사월의 끝은 2017년에 개봉한 대한민국의 영화이다.

## 캐스팅
- 박지수 : 현진 역
- 이빛나 : 주희 역
- 장소연 : 박주무관 역
- 조경숙 : 주희 모 역
- 성민수 : 주희 부 역
- 홍완표 : 경수 역
- 이혁 : 형구 역
- 이용녀 : 형구 모 역
- 기주봉 : 부동산 사장 역
- 내쉬 안 : 알람 역
- 김세동 : 치과의사 역
- 조혜훈 : 공장 사장 역
- 유가연 : 선생님 역
- 선종남 : 동장 역
- 연송하 : 미경 역
- 이은지 : 여자아이 역
- 이윤제 : 남자아이 역
- 최은아 : 아이들 엄마 역
- 진선녀 : 치위생사 역
- 필립 존슨 : 영어 강사 역
- 윤근 : 거래처 사장 역
- 신유철 : 거래처 사장 (목소리) / 공장 노동자들 역
- 이경욱 : 공장 노동자들 역
- 채한영 : 공장 노동자들 역
- 김정훈 : 폭행 남학생 역